# Ивайло Тренчев
Ивайло Трифонов Тренчев е български оператор.

## Биография
Роден е в град София на 7 август 1937 г. През 1955 г. завършва средното си образование в родния си град. След това учи индустриална химия и журналистика. През 1959 г. завършва едногодишен курс по кинематография.

## Филмография
- Не се сърди човече – режисьор (1985)
- Билет за отиване – оператор (1978)
- Шибил – оператор (1967)
- Танго – оператор (1969), с диплом за високо операторско майсторство на VI МКФ (Москва, СССР[1]

като актьор:
- Задушница (1981)